# Pablo Puyol
Pour les articles homonymes, voir Puyol (homonymie).
Pablo Puyol Ledesma, dit Pablo Puyol (né le 26 décembre 1975 à Malaga) est un acteur, chanteur et danseur espagnol.

## Biographie
Après avoir commencé des études de biologie, Pablo Puyol fait des études d'art dramatique, à l'École Supérieure d'art dramatique de Malaga. Il commence comme professionnel à Madrid avec les spectacles musicaux Rent et Grease. Il est ensuite pris dans la série télévisée Un, dos, tres grâce à sa voix et à ses talents de comédien et de danseur. Il y incarne Pedro pendant les 5 premières saisons de la série et en tant qu'invité dans la 6e saison. Il a sorti en France un premier album intitulé Dejame.
Il joue également dans le court-métrage intitulé Les Mauvaises Fréquentations réalisé par Antonio Hens en 2000.
En 2005, il joue Raúl dans 20 centimètres, un film de Ramón Salazar.

## Vie privée
Il est sorti durant quelques mois avec sa partenaire Dafne Fernández (qui joue Marta dans Un, Dos, Tres) de dix ans sa cadette, pendant la série. 
Mais Pablo reste très discret sur sa vie privée.
En 2021, il est en couple avec l'actrice, la danseuse et mannequin espagnole Beatriz Mur. Ils se sont mariés le 2 juillet 2022.
Il est très investi auprès de la cause homosexuelle et se dit être végan.

## Filmographie

### Télévision
- 2002-2005 : Un, dos, tres (Un Paso Adelante en VO) : Pedro Salvador
- 2004 : Casi Perfectos (1 épisode)
- 2006 : Tirando a Dar (7 épisodes) : Victor
- 2008 : Los Serrano (6 épisodes) : Nacho
- 2008 : Generación D.F (5 épisodes) : Pelayo
- 2010 : Las chicas de Oro (1 épisode) : Martín
- 2010 : La Pecera de Eva (5 épisodes) : Germán
- 2011 : Vida loca (1 épisode) : Francisco
- 2012 : Stamos okupa2 (1 épisode) : Rodrigo
- 2012-2013 : Arrayán : Hugo
- 2013 : Esposados (5 épisodes) : Rubén
- 2013-2014 : La que se avecina (3 épisodes) : Santi
- 2014 : Ciega a citas : Alberto
- 2015 : Gym Tony (2 épisodes) : Fernando
- 2016 : ¿Qué fue de Jorge Sanz? (1 épisode) : Lui-même
- 2018 : Entreolivos (11 épisodes) : Pablo
- 2021-2023 : Servir y proteger (320 épisodes) : Félix Durán González
- 2022 : True Story España (1 épisode) : Pepe Reina
- 2024: 1992

### Théâtre
- 2012: Crimen Perfecto: Max Holliday

### Cinéma
- 2000 : Les mauvaises fréquentations (En Malas Compañías) d'Antonio Hens: Asier
- 2002 : Piedras (Stones) de Ramón Salazar: Entrenador
- 2003 : Tánger  de Juan Madrid: Rai
- 2005 : 20 centimètres (20 centímetros) de Ramón Salazar: Raúl
- 2005 : McGuffin (court métrage) de Juanma R. Pachón
- 2006 : No te duermas (court métrage) de Salvador Jiménez: Auxiliar
- 2007 : Clandestinos d'Antonio Hens: Lucas
- 2007 : No quiero (court métrage) de Virginia Rodríguez
- 2007 : Chuecatown (Boystown) de Juan Flahn: Victor
- 2007 : La conjura de El Escorial de Antonio del Real: Insausti
- 2008 : Prime Time de Luis Calvo Ramos: Miguel Ángel
- 2010 : The Anguish de Jordi Mesa González
- 2012 : Gallino: The Chicken System de Carlos Atanes: Warren S. Thornton
- 2014 : Caen piedras del cielo (court métrage) de R. Robles Rafatal
- 2020 : La mancha negra de Enrique García : Eugenio
- 2021 : Dos vacas y una burra de Jesús del Cerro : Luis

### Comédies musicales
- 1996 : Grease
- 1997-1998 : Rent
- 1999-2000 : La Bella y la Bestia
- 2007-2008 : La Bella y la Bestia: Gastón
- 2009-2010 : 40, el Musical
- 2012 : Evil Dead
- 2013 : Venidos a menos
- 2016 : Mentiras
- 2019 : A Chorus Line

## Discographie
Pablo a fait partie du groupe Upa Dance, issu de la série Un, Dos, Tres de 2002 à 2004, enchaînant concerts et disques à succès.
2002 : Upa Dance
1. Once again
2. Morenita
3. Porque me faltas tú
4. Sámbame
5. Me siento bien
6. Baila morena
7. Dancing in the street
8. Acuarius
9. I got life
10. Out here on my own
11. Medley cabaret
12. Upa mix

Pablo s'est ensuite dirigé vers une carrière solo.
2006 : Dejame
1. Dejame
2. Quiero ser
3. Como volver
4. Sigue la luz
5. Sera que
6. Asi como el aire
7. La estrella que mas brilla
8. So free
9. Buscandote
10. No puedo escapar
11. Rezare por ti
12. 1Una vez mas
13. Que no me falta
14. Revenir
15. Suis la lumière